# Kistapolca
Kistapolca ist eine ungarische Gemeinde im Kreis Siklós im Komitat Baranya.

## Geografische Lage
Kistapolca liegt siebeneinhalb Kilometer südöstlich der Kreisstadt Siklós. Nachbargemeinden sind Siklósnagyfalu, Nagyharsány und Beremend.

## Sehenswürdigkeiten
- Szent-Borbála-Statue (Szent Borbála-szobor)
- Marienstatue (Szűz Mária)
- Park
- Römisch-katholische Kirche Szent Kereszt felmagasztalása, erbaut 1783 im Zopfstil
- Seen (Borbála-horgásztó und Malomárok-tó)

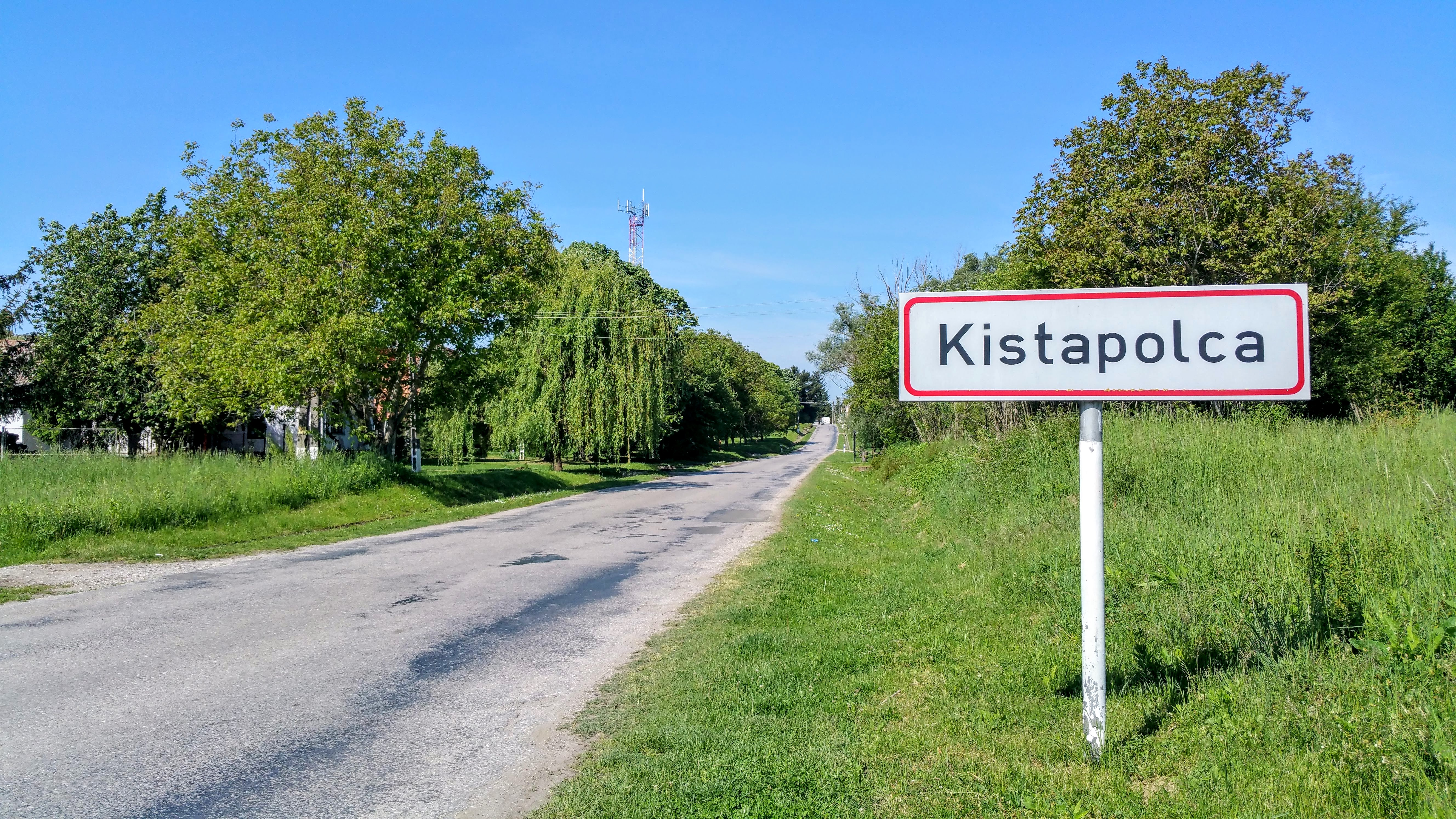
Ortseingang
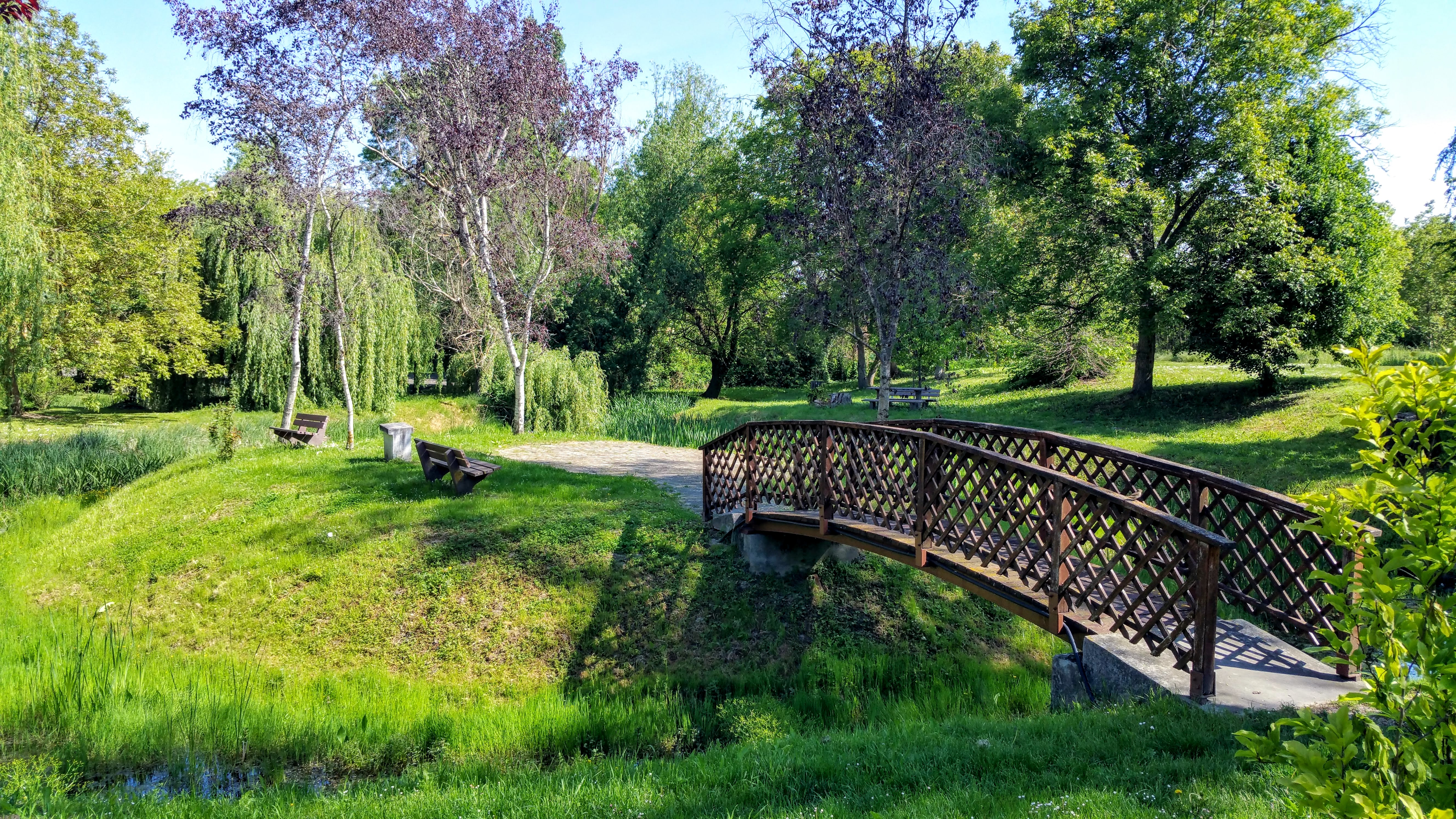
Park
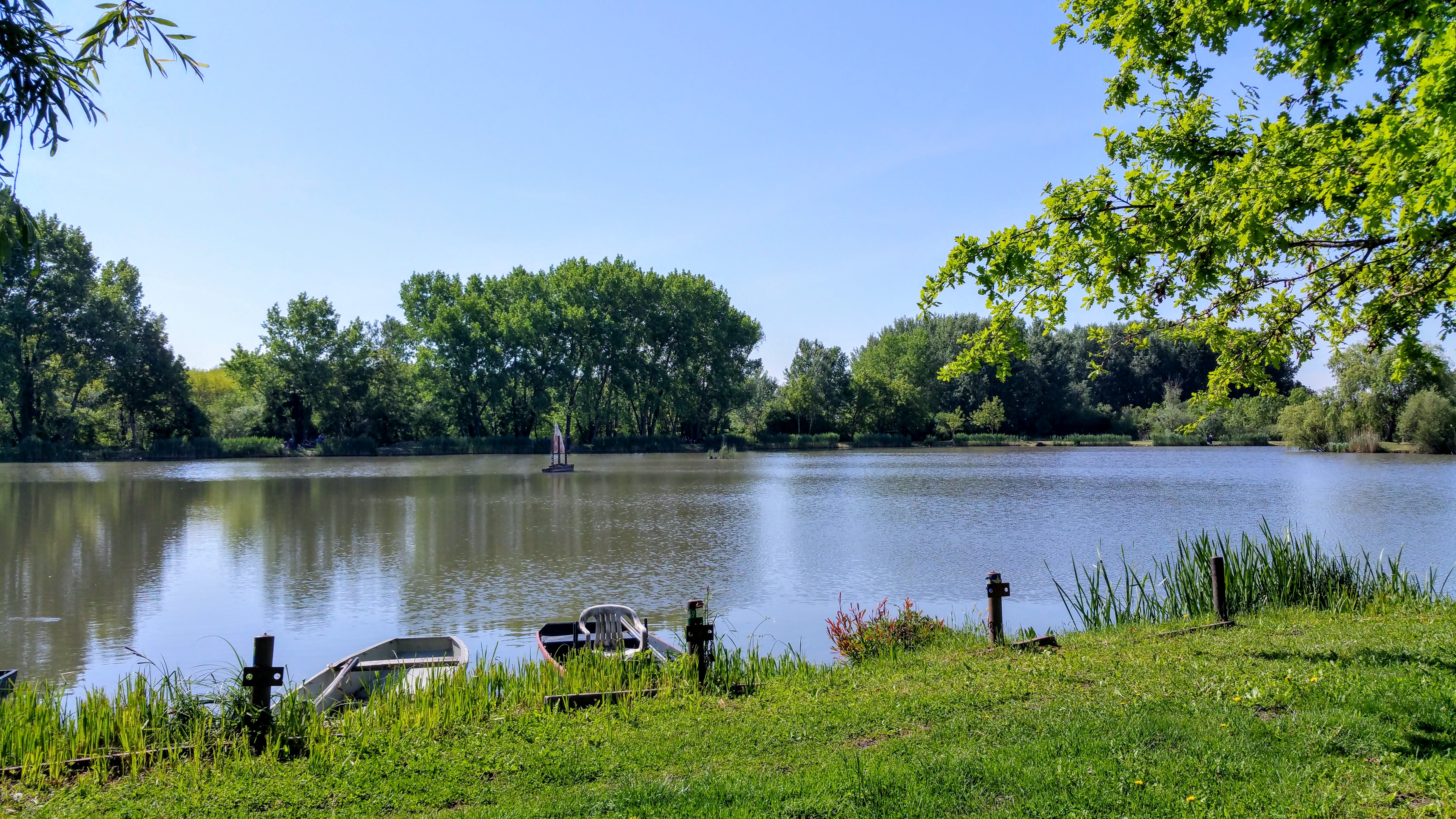
See
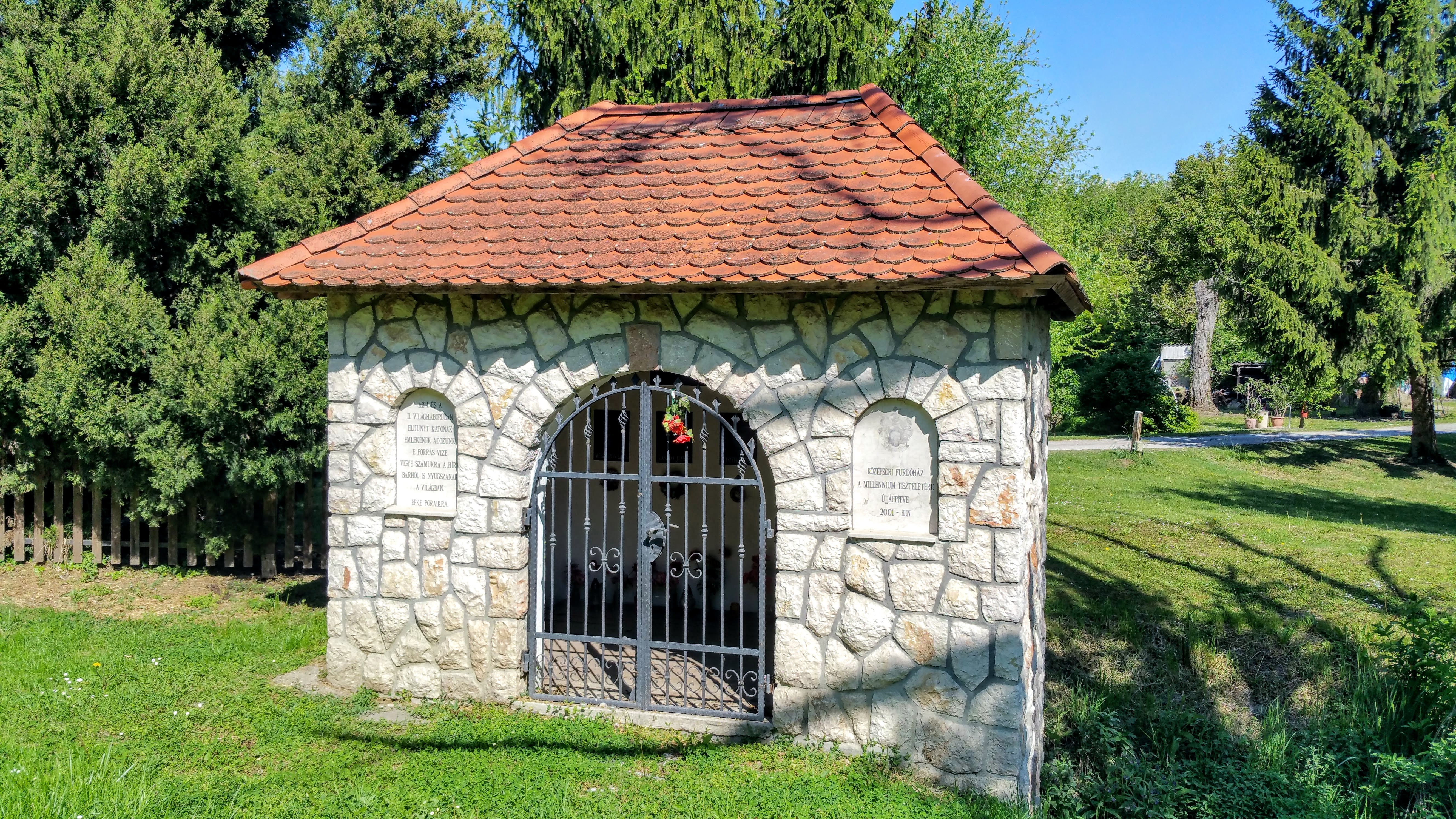
Mittelalterliches Badehaus (restauriert)

## Verkehr
In Kistapolca treffen die Landstraßen Nr. 5708 und Nr. 5709 aufeinander. Es bestehen zwei verschiedene Busverbindungen nach Siklós, eine über Nagyharsány und die andere über Siklósnagyfalu, Egyházasharaszti, Alsószentmárton und Matty, sowie eine in südöstliche Richtung nach Beremend. Der nächstgelegene Bahnhof befindet sich ungefähr zehn Kilometer nordöstlich in der Stadt Villány.